# Gelatina de café
La gelatina de café (コーヒーゼリー Kōhī zerī?) es un popular postre a base de gelatina saborizado con azúcar y café. A pesar de ser un postre con orígenes en Inglaterra y Estados Unidos, actualmente se ha popularizado en Japón, donde se le puede encontrar en la mayoría de los restaurantes y tiendas de alimentos. La gelatina de café puede elaborarse a partir de un preparado instantáneo o desde cero. Se sirve en muchos restaurantes y cafés, y a veces forma parte de los almuerzos de los estudiantes servidos en las escuelas públicas de Japón.

## Historia
Las recetas de gelatina de café más antiguas aparecen en libros de cocina publicados en Inglaterra en 1817. Las primeras recetas requerían que el café fuese mezclado con gelatina de hueso molido y, algunas veces, mezclado con colapiscis u otros clarificadores. Después de la introducción de la gelatina envasada, la mayoría de las recetas simplemente indicaban que la gelatina fuera disuelta en café caliente y luego traspasar la mezcla a un molde.
A principios del siglo XX, la gelatina de café pasó a ser considerada como una alternativa más saludable que el mismo café, puesto que se pensaba que la gelatina absorbía el exceso de ácido en el estómago.
La compañía Jell-O lanzó la gelatina de café en 1918, pero el postre nunca ganó mucha popularidad fuera de Nueva Inglaterra. Hoy en día, la gelatina de café aún se puede encontrar en Rhode Island, Massachusetts y otros estados de Nueva Inglaterra. El restaurante Durgin-Park en Boston, el cual abrió sus puertas en 1827, todavía ofrece gelatina de café hecha con café sobrante del día anterior.
La gelatina de café japonesa se desarrolló durante la era Taishō (1912-1926) a imitación de las gelatinas moldeadas europeas. Apeló a los jóvenes modernos con gusto por la moda occidental y se hizo popular junto con la cultura del café. La gelatina de café ha seguido siendo popular en Japón y se encuentra ampliamente disponible en el país. Starbucks lanzó un frappuccino de gelatina de café en Japón en el año 2016.

## Descripción
La gelatina de café japonesa se hace con café endulzado añadido a agar, una sustancia gelatinosa hecha a base de algas y llamada kanten en japonés. También tiende a agregársele crema de nata por encima. En las recetas europeas y americanas, se usa gelatina tradicional en lugar de agar.
A menudo se corta en cubos y se sirve en una variedad de postres, platos y bebidas. Los cubos de gelatina de café a veces se añaden a batidos, en la parte inferior de un refresco a la crema, o para decorar un helado sundae. La gelatina de café también se añade a menudo a una taza de café caliente o helado, con crema de leche y jarabe añadido a la preferencia de cada uno. En otro plato rudimentario, la leche condensada se vierte sobre los cubos de gelatina de café fríos en un recipiente, y se come con una cuchara.